# (32373) 2000 QZ168
2000 QZ168 (asteroide 32373) é um asteroide da cintura principal. Possui uma excentricidade de 0.07989340 e uma inclinação de 8.31455º.
Este asteroide foi descoberto no dia 31 de agosto de 2000 por LINEAR em Socorro.